# Pavel Kotov
Pavel Vyacheslavovich Kotov, né le 18 novembre 1998 à Moscou, est un joueur de tennis russe, professionnel depuis 2016.

## Carrière
Pavel Kotov enregistre son premier succès au niveau Challenger en 2020 à Cherbourg lorsqu'il s'impose en double avec Roman Safiullin. En fin d'année suivante, il remporte le tournoi de Forli en simple contre Andrea Arnaboldi, puis un second au même endroit début 2022 face à Quentin Halys. Pour sa première participation à un tournoi du Grand Chelem, il sort des qualifications à Roland-Garros et s'incline au premier tour contre Botic van de Zandschulp. Par la suite, il s'impose à Saint-Marin et obtient une victoire sur Alejandro Davidovich Fokina à Astana.
En 2023, il se hisse en demi-finale du Grand Prix Hassan II à Marrakech et en quart de finale sur le gazon de Majorque. En octobre, il atteint sa première finale sur le circuit ATP à l'Open de Stockholm en battant notamment le 25e mondial Tallon Griekspoor (7-6, 6-2), l'Italien Lorenzo Sonego (6-4, 7-5), l'Américain Christopher Eubanks (6-7, 6-3, 7-6) et le Serbe Miomir Kecmanović (6-3, 6-4) en demi-finale alors qu'il est issu des qualifications. Opposé au vétéran Gaël Monfils, il s'incline en trois sets (6-4, 6-7, 3-6).

## Palmarès

### Finale en simple messieurs
| No | Date       | Nom et lieu du tournoi             | Catégorie | Dotation  | Surface    | Vainqueur    | Score          |          |
| -- | ---------- | ---------------------------------- | --------- | --------- | ---------- | ------------ | -------------- | -------- |
| 1  | 16-10-2023 | BNP Paribas Nordic Open, Stockholm | ATP 250   | 673 630 € | Dur (int.) | Gaël Monfils | 4-6, 7-66, 6-3 | Parcours |

## Parcours dans les tournois duGrand Chelem

### En simple
| Année | Open d'Australie | Open d'Australie  | Internationaux de France | Internationaux de France | Wimbledon       | Wimbledon       | US Open         | US Open        |
| ----- | ---------------- | ----------------- | ------------------------ | ------------------------ | --------------- | --------------- | --------------- | -------------- |
| 2022  | —                | —                 | 1er tour (1/64)          | B. van de Zandschulp     | —               | —               | 1er tour (1/64) | B. Nakashima   |
| 2023  | 1er tour (1/64)  | Tallon Griekspoor | Q1                       | Michael Geerts           | —               | —               | 1er tour (1/64) | Rinky Hijikata |
| 2024  | 2e tour (1/32)   | Flavio Cobolli    | 3e tour (1/16)           | Jannik Sinner            | 1er tour (1/64) | Jordan Thompson | 1er tour (1/64) | Zizou Bergs    |
| 2025  | 1er tour (1/64)  | Jaime Faria       | Q1                       | Benjamin Hassan          | Q1              | Nicolás Jarry   |                 |                |

N.B. : à droite du résultat se trouve le nom de l'ultime adversaire.

### En double messieurs
| 2024 | — | — | — | — | 1er tour (1/32) C. Rodríguez \|\| style="text-align:left;" \| C. Frantzen H. Jebens | 1er tour (1/32) T. Seyboth Wild \|\| style="text-align:left;" \| R. Carballés Baena F. Coria |

N.B. : le nom du partenaire se trouve sous le résultat ; le nom des ultimes adversaires se trouve à droite.

## Parcours dans lesMasters 1000
| Année | Indian Wells       | Miami                     | Monte-Carlo | Madrid            | Rome               | Canada | Cincinnati | Shanghai             | Paris |
| ----- | ------------------ | ------------------------- | ----------- | ----------------- | ------------------ | ------ | ---------- | -------------------- | ----- |
| 2023  | —                  | 1er tour T. M. Etcheverry | —           | 1er tour O. Otte  | —                  | —      | —          | 1er tour A. Fils     | —     |
| 2024  | 1er tour A. Tabilo | 1er tour L. Van Assche    | —           | 3e tour J. Sinner | 2e tour B. Shelton | —      | —          | 1er tour Y. Watanuki | —     |

N.B. : sous le résultat se trouve le nom de l’ultime adversaire.

## Classements ATP en fin de saison
| Année          | 2015 | 2016 | 2017 | 2018 | 2019 | 2020 | 2021 | 2022 | 2023 | 2024 |
| Rang en simple | 1328 | 947  | 530  | 373  | 254  | 272  | 267  | 103  | 67   | 86   |
| Rang en double | –    | –    | 1064 | –    | 326  | 259  | 273  | 537  | 723  | 866  |

Source : (en) Classements de Pavel Kotov sur le site officiel de la Fédération internationale de tennis